# Leier (Zupfinstrument)
Leiern, auch Jochlauten, sind eine Gruppe von gezupften Saiteninstrumenten, deren Saiten parallel zur Decke verlaufen. Zwei aus dem Resonanzkörper ragende Arme sind an ihrem äußeren Ende durch eine Querstange (Joch), an der die Saiten befestigt sind, miteinander verbunden.
Leiern und Harfen sind die ältesten aus Abbildungen bekannten Musikinstrumente mit mehreren Saiten. Ihre Ursprünge liegen bei den Sumerern in Mesopotamien um 2700 v. Chr. Etwa in der Mitte des 2. Jahrtausends v. Chr. finden sich kinnor genannte Leiern in der Levante sowie in zwei unterschiedlichen Bauformen als lyra und kithara im 1. Jahrtausend v. Chr. im östlichen Mittelmeerraum. Altägyptische Leiern waren wohl Vorbilder für die heute noch am Nil gespielten Instrumente. Besonders die Schalenleiern sind über Nubien südwärts gelangt und haben sich in Ostafrika weit verbreitet. Zu den bekanntesten äthiopischen Musikinstrumenten gehören die Kastenleiern krar und beganna. In die klassische arabische Musik haben Leiern keinen Eingang gefunden, sie sind jedoch als Begleitinstrumente von Balladensängern in Nubien und in Teilen der Arabischen Halbinsel beliebt. Im europäischen Mittelalter begleiteten Spielleute mit dem Psalterium, das auf manchen Abbildungen als Leier erscheint, ihren Gesang.
Leiern und andere Zupfinstrumente gehören in allen Kulturen von der prähistorischen Zeit bis in die Gegenwart zur Begleitung von Liedern und damit zur Weitergabe von Erzählungen.

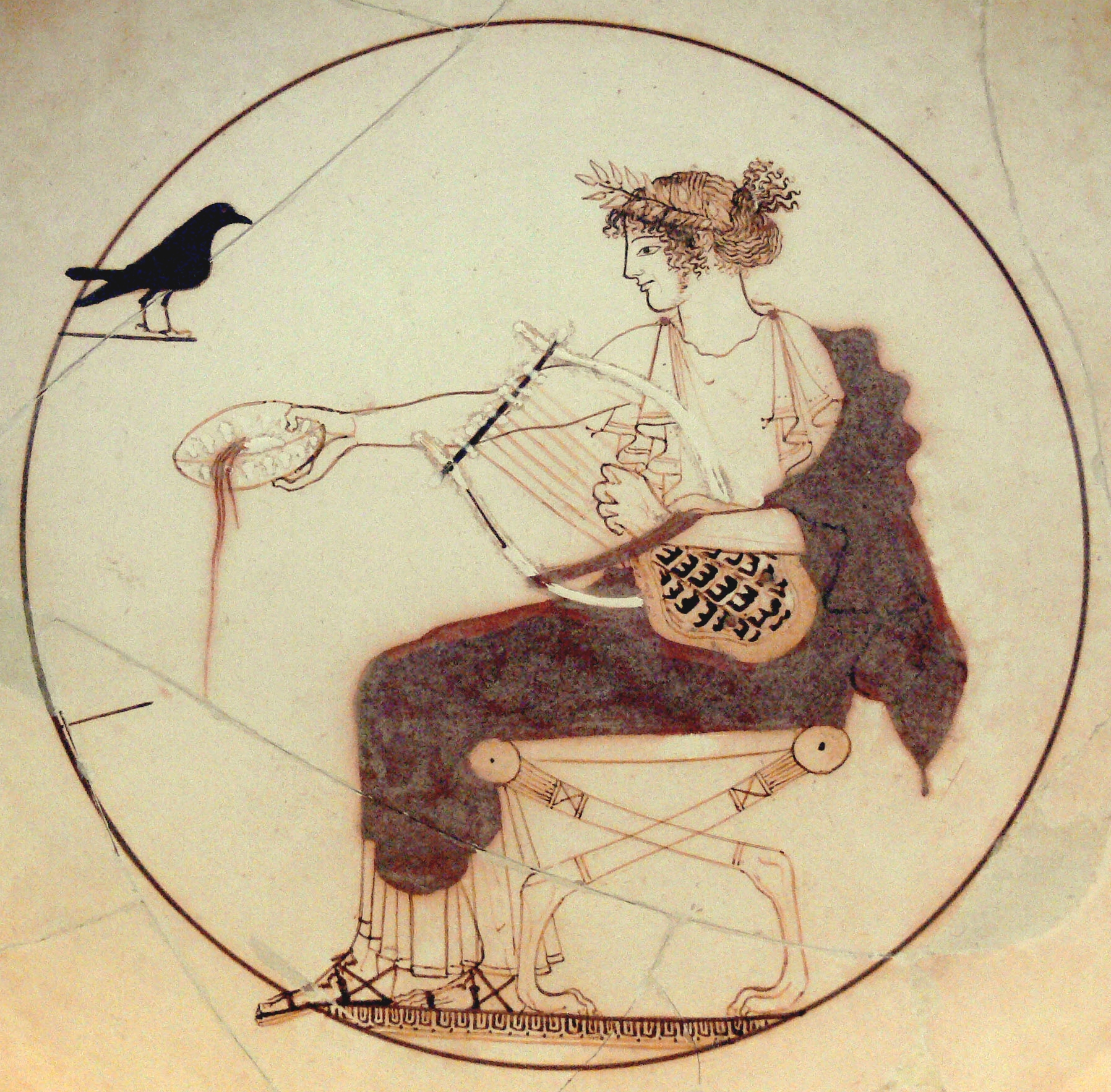
Apollon bringt einem Vogel ein Trankopfer. Er hat eine lyra mit Schildkrötenpanzer in typischer Spielposition unter dem linken Arm eingeklemmt. Delphi um 460 v. Chr.

## Etymologie und Herkunft
„Leier“ ist von altgriechisch λύρα lyra abgeleitet, was in der Antike allgemein „Zupfinstrument“ bedeutete. Der Begriff wurde über das lateinische Wort lyra ins Althochdeutsche übernommen, wo mit lira unterschiedslos Leiern und Harfen (althochdeutsch harpha) verstanden wurden, und später zu mittelhochdeutsch lire abgewandelt. Im europäischen Mittelalter bezeichnete lira außer der entsprechend der Hornbostel-Sachs-Systematik als Leier klassifizierten Instrumentengattung und den Harfen auch andere Saiteninstrumente wie die Streichlauten Lira da Braccio und Lira da Gamba sowie Drehleiern (lira). In der heutigen griechischen Volksmusik wird die kretische Lyra, eine birnenförmige Streichlaute gespielt, in Italien die mit ihr verwandte lira calabrese.
Das Wort „leiern“ erfuhr im Deutschen eine Bedeutungsverschiebung von „die Leier spielen“ hin zu „monoton“ und „gleichförmig sich wiederholend“. Die gleichmäßig sich im Kreis drehende Bewegung der Handkurbel ist typisch für die Drehleier und den Leierkasten.
Die einfachsten Saiteninstrumente sind Stabzithern, bei denen als Saitenträger ein hölzerner Stab fungiert und der Resonanzkörper abtrennbar ist. Bei den festen Musikstäben ist dieser Stab gerade und bei den elastischen Musikbögen gebogen. Von hier führt der entwicklungsgeschichtliche Weg über die mögliche Zwischenstufe der afrikanischen Erdbögen zu den Harfen mit integriertem Resonanzkörper, die sich von den Leiern durch eine senkrecht zur Decke verlaufende Saitenebene unterscheiden. Die Leiern sind eine unabhängige Entwicklung parallel zu den Harfen. Sie werden nach der Bauart in Kasten- und Schalenleiern unterschieden. Ihr Korpus ist im ersten Fall aus Brettern zusammengesetzt, im zweiten besteht er aus einer halbrunden natürlichen oder aus einem Block herausgearbeiteten Schale. Eine andere mögliche Einteilung geschieht nach der Form und Länge der Arme in symmetrische oder asymmetrische Leiern.

## Antike Leiern

### Sumerische Stierleiern

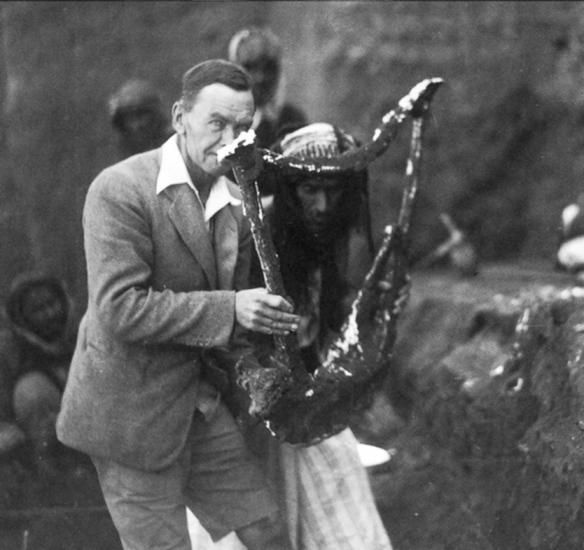
Der Archäologe Leonard Woolley mit dem Gipsabdruck einer sumerischen Stierleier. Nach Fundstücken aus den Königsgräbern von Ur

Das älteste sumerische Musikinstrument ist auf einer Tontafel der späten Uruk-Zeit Ende des 4. Jahrtausends abgebildet. Es zeigt eine dreisaitige Harfe mit einem bootsförmigen Korpus, von dem ein Saitenträger abgeht. Von den aus Holz bestehenden Instrumenten selbst blieb nichts erhalten außer Verbindungsteile und Verzierungen aus Metall, die sich in Gräbern fanden. Derartige Teile aus dem 26. Jahrhundert waren im Grab Nr. 800 der Königin Puabi gut erhalten. Nach der Freilegung durch Leonard Woolley in den 1920er Jahren glaubte man daraus eine Art Harfenleier rekonstruieren zu können. Auf einen Resonanzkörper wurde ein zweiter mit einer Tierfigur gesetzt, wodurch ein sehr ungewöhnliches Instrument entstand. Schon bald zweifelten andere Archäologen diese Rekonstruktion an. Tatsächlich wurde sie fälschlich aus den Teilen mehrerer Leiern und Harfen zusammengesetzt, die sich im Grab befunden hatten. Es handelte sich um zwei Harfen mit bootsförmigem Korpus und eine Leier mit Stierkopf.
Außer diesen Leierfragmenten wurden in den Königsgräbern von Ur andere Teile und zahlreiche Abbildungen von Leiern aus der ersten Hälfte des 3. Jahrtausends v. Chr. auf Siegelabrollungen gefunden. Für die ältesten bekannten sumerischen Leiern sind Stierköpfe charakteristisch, die sich in der Draufsicht an der rechten Seite des Korpus befinden. Der häufigste Instrumententyp war eine große Standleier, seltener waren kleinere, vor dem Oberkörper gehaltene Leiern, die im Sitzen oder Stehen gespielt wurden. Die frühen Leiern besaßen vier Saiten, die bei den großen Leiern parallel angeordnet waren, bei den kleinen waren sie entsprechend den auseinandergehenden Jocharmen fächerförmig bis zur Querstange gespannt. Diese stand etwa parallel zur oberen Korpuskante. Der Stier war ein heiliges Tier und ein weit verbreitetes Fruchtbarkeitssymbol, er taucht bereits früh als Bukranion (Schmuckmotiv mit Rinderschädel) in Tell Halaf auf. Seit altbabylonischer Zeit wurde in einem Opferritual die heilige Trommel lilissu mit einer Stierhaut bespannt. Götter sind mit Hörnern auf dem Kopf als solche erkennbar. In diesem Verständnis bildet er bei den Leiern den Resonanzkörper, die Standleiern stellen sogar einen mit Beinen, Rumpf und Kopf vollständigen Stier dar. Sein Rücken bildete die Oberseite, also die Mitte zwischen den abgehenden Armen. Mit den Stierbeinen wurde das große Instrument am Boden aufgestellt, beim kleineren ist vom Stier wenig mehr als der Kopf erkennbar. Gelegentlich besaßen die Leiern auch Kuh- und Hirschköpfe oder eine menschliche Figur mit Hörnern. Ihr Korpus war vermutlich flach, manche könnten auch gewölbt gewesen sein. Musik stellte einen wichtigen Bestandteil der sumerischen Kulte dar und besaß ein hohes gesellschaftliches Ansehen.

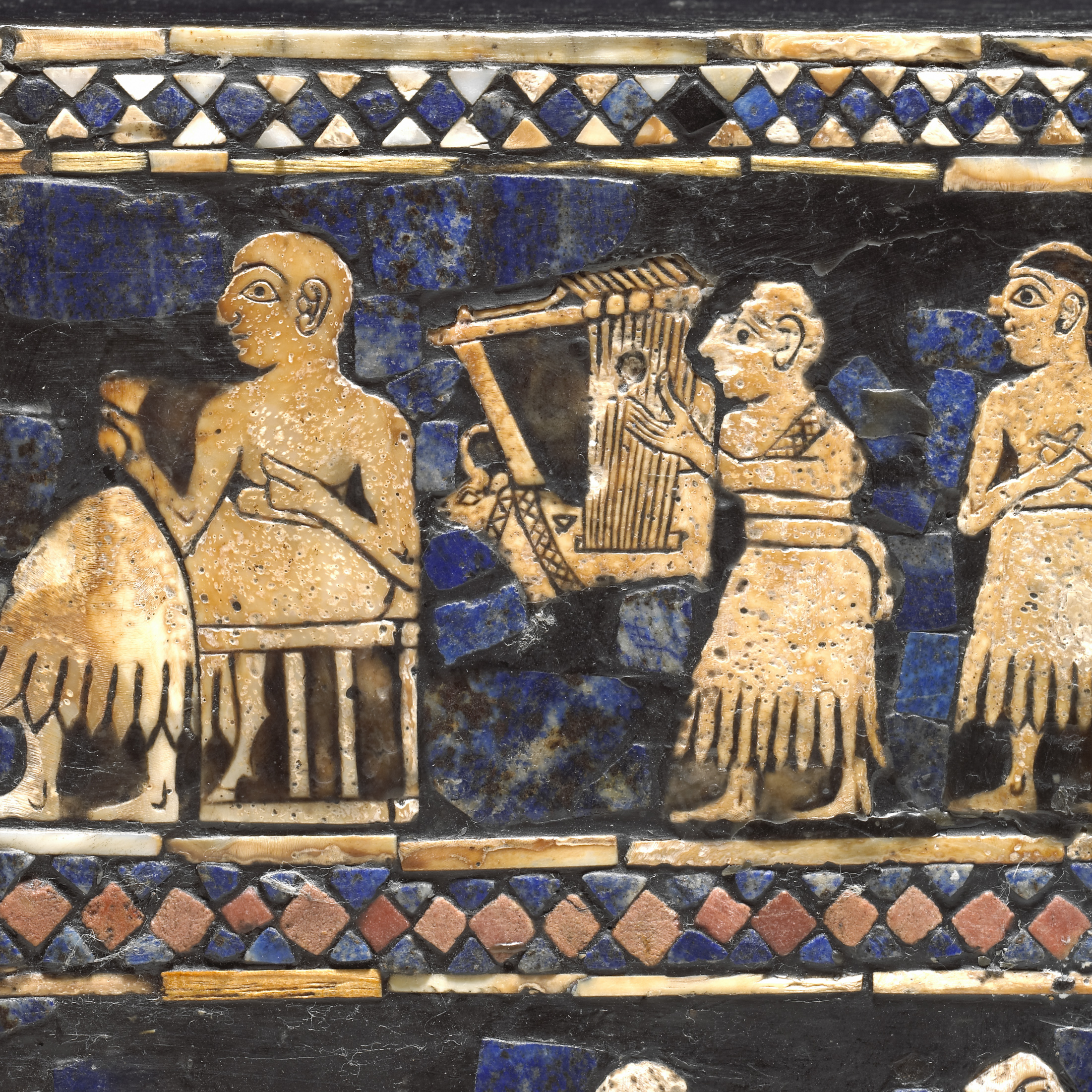
Mosaik einer Stierleier auf der Standarte von Ur. Rechte obere Szene auf dem „Friedenspaneel“, einer von zwei Seiten eines Holzkastens, etwa 2500 v. Chr. aus dem Königsfriedhof von Ur.

Stierleiern waren außer in Mesopotamien in Elam (Fundort Susa), Failaka im Persischen Golf und in Syrien (Mari) verbreitet. Die in Ur und Šuruppak auf Siegeln abgebildeten Leiern besitzen fünf Saiten wie die zeitgenössischen Harfen, ebenso zu sehen auf einer Darstellung aus Mari um 2500 v. Chr. Die Befestigung am Querholz erfolgte bisher durch Schnurschlaufen, hier tauchen erstmals die für die Folgezeit typischen, in die Schlaufen eingeschobenen Holzstöckchen auf, mit denen durch Verdrehen ein feines Stimmen möglich war. Die Verwendung dieser Stimmstäbe ist durch Funde und Abbildungen gesichert.
Neben den fünfsaitigen Instrumenten gab es auch solche mit acht Saiten. Die Leiern mit einem länglichen flachen Resonanzkasten und einem stilisierten Stierkopf waren tragbar und besaßen parallele Saiten. Eine Darstellung in einem Königsgrab von Ur aus der 1. Dynastie zeigt eine Leier mit elf parallelen Saiten. Weitere Abbildungen und Reste sprechen dafür, dass die Leiern eine größere Bedeutung als die Harfen besaßen. Erhalten blieben Metallteile und Einlegeplatten, in einem Fall rekonstruierten die Archäologen aus dem Abdruck, den das vermoderte Holz in der Erde hinterlassen hatte, die Form einer Leier mit zehn oder elf Saiten. Bei zwei weiteren Instrumenten konnte vom Fundort sicher auf eine Höhe von 100 bis 140 bzw. 90 bis 120 Zentimetern und acht bis elf Saiten geschlossen werden. Die Sumerer hielten die Leiern senkrecht und spielten sie mit den Fingern.
Die Saiten endeten bei den großen Leiern an der Oberseite des Korpus, bei den kleinen wurden sie nun bis zum Boden geführt, was den Unterschied in der Saitenlänge zwischen beiden Bauformen verringerte. Das machte den Einbau eines Steges erforderlich. Diese bedeutende Innovation sollte zunächst nur die Saiten auf Abstand vom Korpus halten, später erst wurde mit ihr eine verbesserte Schwingungsübertragung erreicht. Bezüglich der Instrumentenklassifizierung ist mit der von der Ober- zur Unterkante geänderten Saitenbefestigung der Übergang von der definierten Harfen- zur Leierform vollzogen.

### Flachbodenleiern

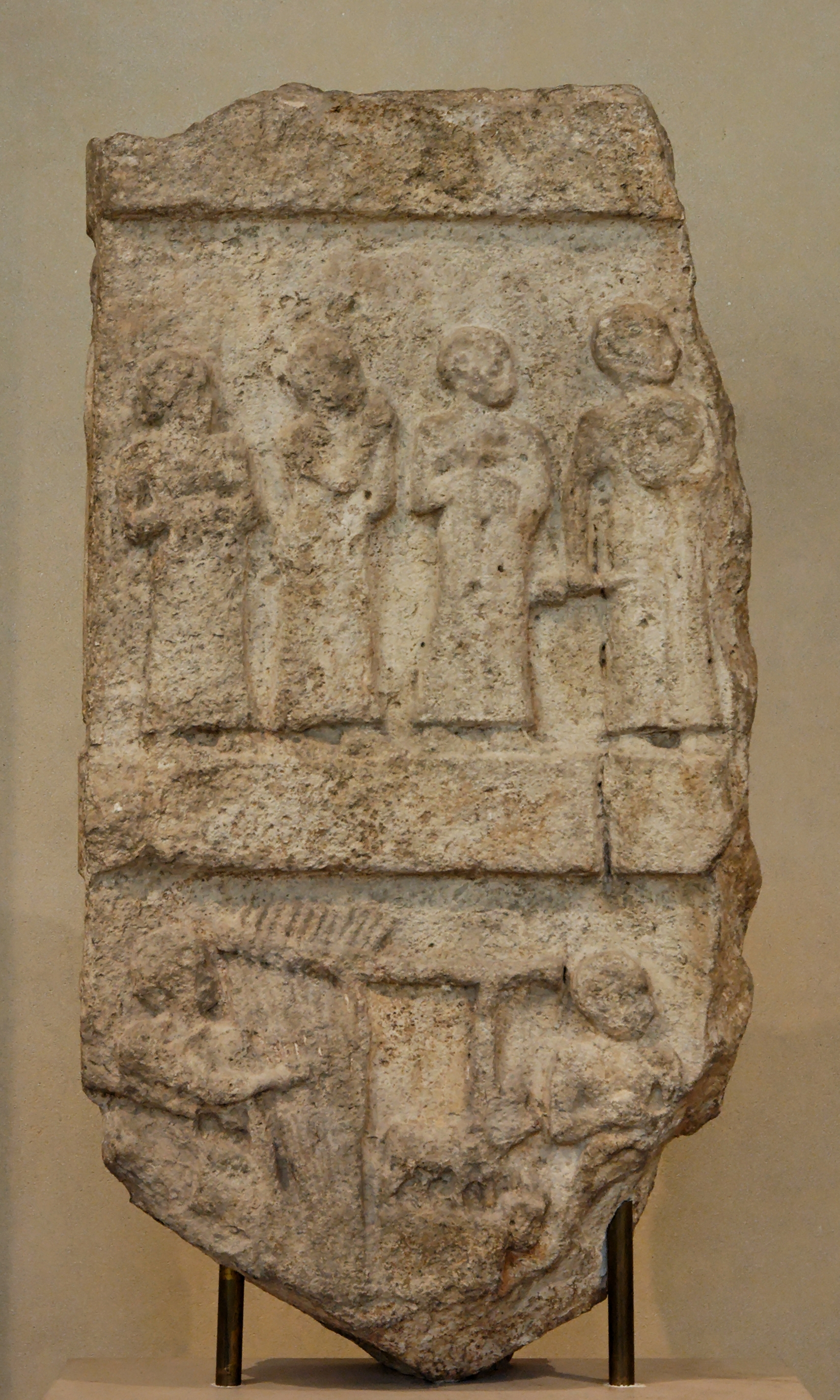
Kalksteinrelief aus der Zeit des Königs Gudea von Lagaš. Links unten eine Leier mit elf Saiten, deren Stimmstäbe deutlich zu sehen sind. Stierfigur deplatziert am vorderen Jocharm. Um 2120 v. Chr.

Die neuen Instrumente mit parallel über die Decke und über einen Steg verlaufenden Saiten mussten zwangsläufig mit anders geformten Resonanzkästen ausgestattet werden. Bestanden sie bisher aus einem stilisierten gerundeten Tierkörper, so wurde durch die neuartige Saitenbefestigung an der Unterseite ein flacherer und breiterer Kasten erforderlich. Es entwickelte sich – zusammen mit den Stimmstäben und der von vier auf fünf erhöhten Saitenzahl – eine mehr geometrische Bauform, die mit dem Begriff Flachbodenleiern abgegrenzt wird. Die früheste bekannte Flachbodenleier wird auf 2400 v. Chr. datiert. Um 2000 v. Chr. haben diese mittelgroßen Leiern von Mesopotamien über die Levante bis nach Ägypten die Stierleiern verdrängt. Im Osten wurden sie mit den Fingern, im Westen häufig mit einem Plektrum gezupft. Zu den letzten Stierleiern gehört ein schon nicht mehr mit dem ursprünglichen Verständnis für den Zusammenhang zwischen Stiersymbol und Korpus gebautes Instrument aus der südmesopotanischen Stadt Lagaš, bei dem ein Stier unpassend in der Mitte der vorderen Jochstange hängt.

### Spätassyrische Zeit
Im 1. Jahrtausend v. Chr. sind aus der neubabylonischen und spätassyrischen Zeit im Osten wenig Harfen und Leiern bekannt. Die meisten, kleineren Instrumente dieser Zeit sind auf Wandreliefs in Ninive dargestellt. Sie sind teilweise asymmetrisch geformt und besitzen unterschiedlich lange, nach innen gebogene Arme mit ebenfalls nach innen gebogenen Querstangen und fünf bis sieben Saiten. Der flache rechteckige Resonanzkasten wird im Stehen unter den linken Arm geklemmt und schräg nach vorn gehalten. Auch eine einfache Leier mit parallelen Armen aus dünnen Holzstangen ist zu sehen. Die abgebildeten assyrischen Leiern des 9. bis 7. Jahrhunderts v. Chr. wurden bis auf eine mit Plektrum gespielt. Es waren insgesamt – bis auf die fehlenden alten Stierleiern – recht vielfältige Formen von unterschiedlicher Qualität in Gebrauch, was mit den zahlreichen Völkern zusammenhängt, die aus den eroberten umliegenden Regionen nach Mesopotamien verbracht worden waren. Die Leierformen spiegeln die verschiedenen Musikkulturen der einzelnen Völker wider. Demgegenüber sind aus der spätassyrischen Zeit nur zwei Arten von Winkelharfen bekannt.

### Levante

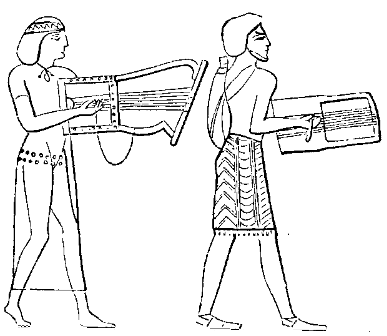
Fremdländische Musiker bei der Ankunft in Ägypten. Symbolzeichnung ähnlich dem Wandbild in Beni Hasan von 1903

Ein Wandbild in den Felsengräbern im ägyptischen Beni Hasan zeigt die älteste Abbildung einer biblischen Leier (etwa 1900 v. Chr.), die von einer Abordnung von Fremden bei ihrer Ankunft in Ägypten getragen wird. Ein Mann der als Brüder Josephs gedeuteten Gruppe hält beim Gehen eine symmetrische Leier waagrecht vor sich und zupft sie mit einem Plektrum.
In Palästina und der gesamten Levante war die am häufigsten gebrauchte Bezeichnung für eine kastenförmige Flachbodenleier kinnor. Das westsemitische Wort ist in der akkadischen Sprache des Ostens nicht bekannt, es findet sich um 2300 v. Chr. in einer abgewandelten Schreibweise in Ebla. Im 14./13. Jahrhundert gab es kinnor genannte Leiern in Ugarit, aber nur einmal kommt kinnor um 1200 v. Chr. in Ägypten vor. Am bekanntesten wurde diese Flachbodenleier durch 42 Erwähnungen im Alten Testament, wo sie mit „Davidsharfe“ umschrieben als Attribut von König David abgebildet ist. Der um die Mitte des 1. Jahrtausends v. Chr. in der Kultmusik im Jerusalemer Tempel eingesetzte kinnor besaß sechs oder zehn Saiten und wurden mit einem Plektrum angerissen. Eine etwas größere, tiefer klingende und mit zwölf Saiten bespannte Leier hieß nevel. Auch der nevel wurde im Tempel gespielt, aber mit den Fingern gezupft.

### Ägäis
Die ältesten Saiteninstrumente in der Ägäis waren die dreieckigen Harfen der Kykladenkultur aus der Mitte des 3. Jahrtausends. Knapp über 20 Zentimeter große Marmorskulpturen zeigen sitzende, mit der linken Hand zupfende Harfenspieler, deren Instrument an der Außenseite des rechten Oberschenkels aufliegt und einen nach vorn abstehenden vogelkopfartigen Fortsatz besitzt. In der minoischen Kultur Kretas trägt ein 1400–1200 v. Chr. datierter Sarkophag im Palast von Agia Triada eine der ersten Leierdarstellungen. Die Saiten sind (nahezu) parallel und von gleicher Länge. Es ist eine für den östlichen Mittelmeerraum typische bronzezeitliche Rundbodenleier oder Schalenleier, welche die nach 2200 v. Chr. verschwundene Harfe ersetzte. Möglicherweise entwickelte sich die kykladische Harfe zur minoischen Leier, als wahrscheinlicher gilt jedoch Mitte des 2. Jahrtausends die Übernahme und Abwandlung sumerischer Kastenleiern. Die minoischen Musiker sind seit dem 16./15. Jahrhundert im Stehen oder Gehen abgebildet und tragen ihre Leier auf der linken Seite. Sie rissen die Saiten sehr wahrscheinlich mit einem Plektrum an und nicht wie die kykladischen Harfner mit den Fingern. Der in Beni-Hasan abgebildete palästinensische Kastenleiertyp könnte nicht nur das Vorbild für die ägyptischen, sondern auch für die minoischen Leiern gewesen sein.
Im Palast von Pylos auf dem Peloponnes wurde um 1300 v. Chr. eine runde Leier abgebildet, die entweder zu einer Opferszene gehört oder einen Sänger bei einem königlichen Bankett zeigt. Sie besaß einen schlanken Korpus mit geschwungenen Armen und eine Schlinge, mit der sie der Spieler unter den linken Arm klemmen konnte. Die Saiten verliefen vermutlich bis zu zwei Ringen am Boden. Erstmals bestand der Korpus nicht aus Holz, sondern aus einem mit Tierhaut überzogenen Schildkrötenpanzer. Außerhalb der Ägäis wurde nur eine solche Schalenleier im Nildelta gefunden.
Anfang des 1. Jahrtausends v. Chr. wurden zahlreiche Schalenleiern auf der im geometrischen Stil gestalteten Keramik dargestellt. Die Form des runden Bodens ist erkennbar, ansonsten sind die meisten Abbildungen schlecht erhalten. Zypriotische Statuetten aus dem 7. bis 5. Jahrhundert zeigen dieselben Rundbodenleiern. Um diese Zeit hat bei den unterschiedlich geformten ägäischen Leiern bereits eine von den weniger variationsreichen östlichen Flachbodenleiern getrennte Entwicklung eingesetzt.

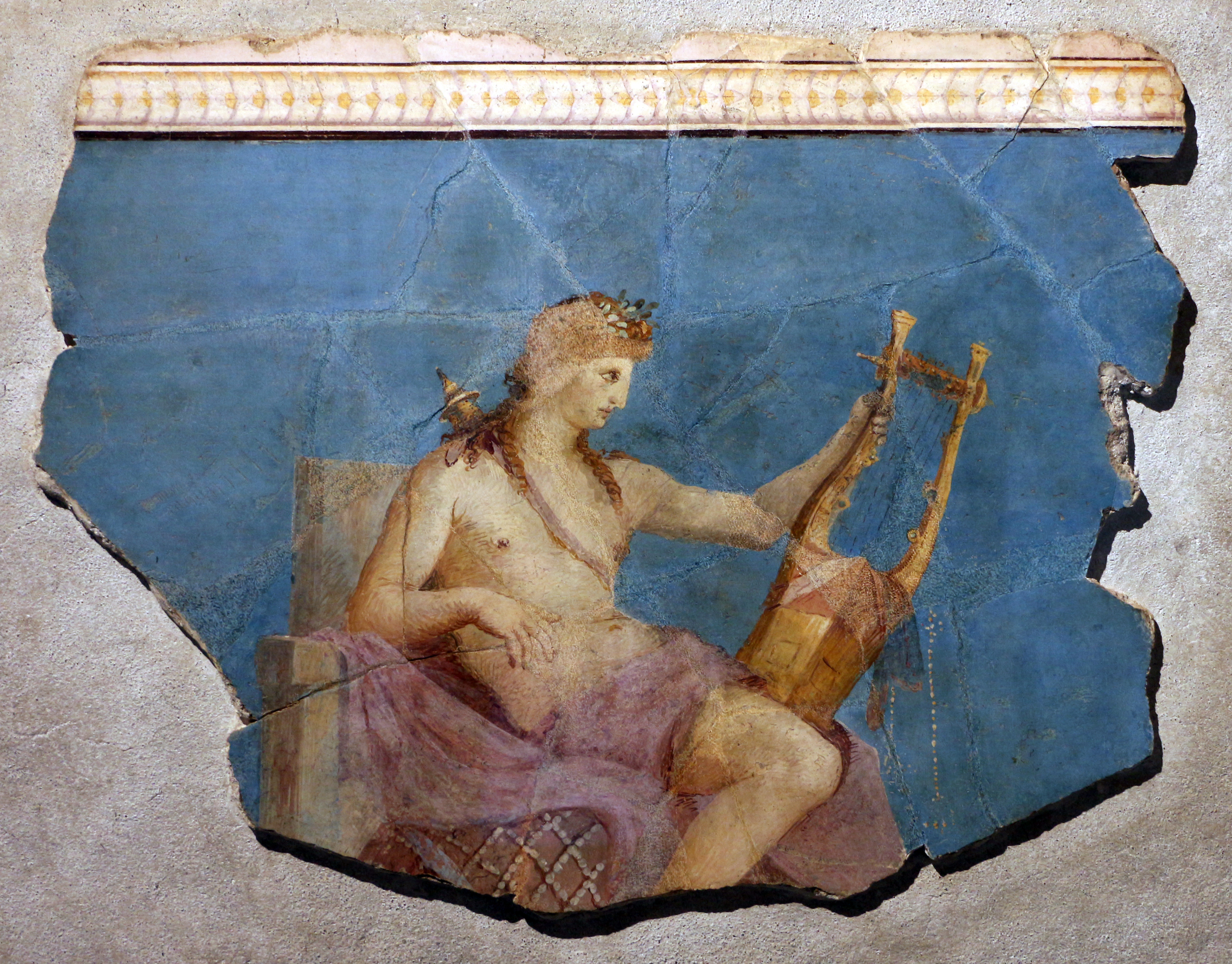
Apollon mit einer siebensaitigen kithara. Römisches Fresko vom Palatin

Leiern genossen in der griechischen Antike höchste Wertschätzung, ihre mythischen Erfinder Apollon und Hermes wurden Leier spielend abgebildet. Orpheus war nach einer Überlieferung Sohn und Schüler des Apollon. Ein weiterer Sohn war der Musiker Linos. Zusammen mit Amphion, dem Sohn des Zeus galten Orpheus und Linos als die Erfinder des von der Leier begleiteten Liedes, dem Wunderkräfte zugesprochen wurden.
Die klassischen ägäischen Leiern stammen aus der Zeit zwischen 600 und 400 v. Chr. Aus den älteren, nur kurzzeitig auftretenden Leierformen entwickelten sich einige wenige beständige Typen. Auf rund 50 attischen Vasen sind kitharas abgebildet, bei denen zwischen dem Resonanzkasten und den Jocharmen ein kleiner zylindrischer Körper befestigt ist. Dessentwegen werden sie genauer Zylinderkitharas genannt. Ihr Resonanzkörper ist an der Unterseite gerade. Die ältesten Instrumente stammen wohl aus Ionien, von wo sie sich westwärts über Athen bis nach Etrurien ausgebreitet haben.
Kithara steht allgemein für eine große griechische Leier, ihr römisches Gegenstück hieß cithara. Keine dieser aufwendigen Konzertleiern blieb erhalten, dennoch lässt sich die Form nach Abbildungen auf Vasen, Münzen und Gemmen rekonstruieren. Die ältesten rotfigurigen Vasenbilder mit Kitharas um 625–600 v. Chr. stammen aus Kreta. Die Arme waren etwas biegsam durch Hautstreifen oder dünne Holzplättchen am Korpus befestigt. Der Vorteil einer flexiblen Konstruktion wird durch die Spielweise deutlich: Der meist im Stehen spielende Musiker zupfte nicht nur die zu erklingende Saite, sondern strich mit dem Plektrum in der rechten Hand über alle Saiten vor und zurück. Mit den Fingern der linken Hand dämpfte er von der anderen Seite alle Saiten, die nicht gehört werden sollten. Damit wurde der Melodieton durch ein rhythmisches schnarrendes Geräusch ergänzt. Drückte er nun stärker gegen die Saiten, gab der Rahmen etwas nach, die freie Saite wurde entspannt und gab einen tieferen Ton von sich. Diese Spieltechnik wird noch heute bei manchen Leiern in Nubien und Äthiopien angewandt. Eine etwas kleinere Form wird wegen ihres an der Unterseite gerundeten Korpus Wiegenkithara genannt. Sie wurde hauptsächlich von Frauen im Sitzen gespielt.
Neben der kithara erwähnte Homer im 9. Jahrhundert v. Chr. die Bezeichnung phorminx für Rundbodenleiern. In seinem Hymnus an Hermes kommen noch die Namen lyra und xelus vor. Beides bezeichnete Rundbodenleiern. Die schalenförmige lyra ist durch Homers Beschreibung und durch Abbildungen deutlich besser bekannt als die phorminx und Konzert-Kithara, lediglich die Frage, ob drehbare Stimmstäbe oder verschiebbare Stimmknebel an der Querstange vorhanden waren, wird kontrovers diskutiert. Die Tendenz geht zu Stimmhebeln, die zwischen Schlingen eingeschoben waren und zum Stimmen im Kreis verschoben werden konnten. Der Resonanzkörper der lyra oder chelys bestand aus einem mit Tierhaut überzogenen Schildkrötenpanzer, andere Schalenleiern besaßen einen Korpus aus Holz oder Messing. Die erhaltenen Schildkrötenpanzer sind am Rand mit kleinen Löchern versehen, an denen die Jocharme und die Hautdecke befestigt wurden. Der Durchmesser der größten Panzer maß 43 Zentimeter. Solche Schalenleiern blieben auf die Ägäis beschränkt. Der Name chelys ist von griechisch chelona (χελώνα), „Schildkröte“, abgeleitet und steht neben der lyra noch für die etwas größere „Schildkrötenleier“ barbitos.

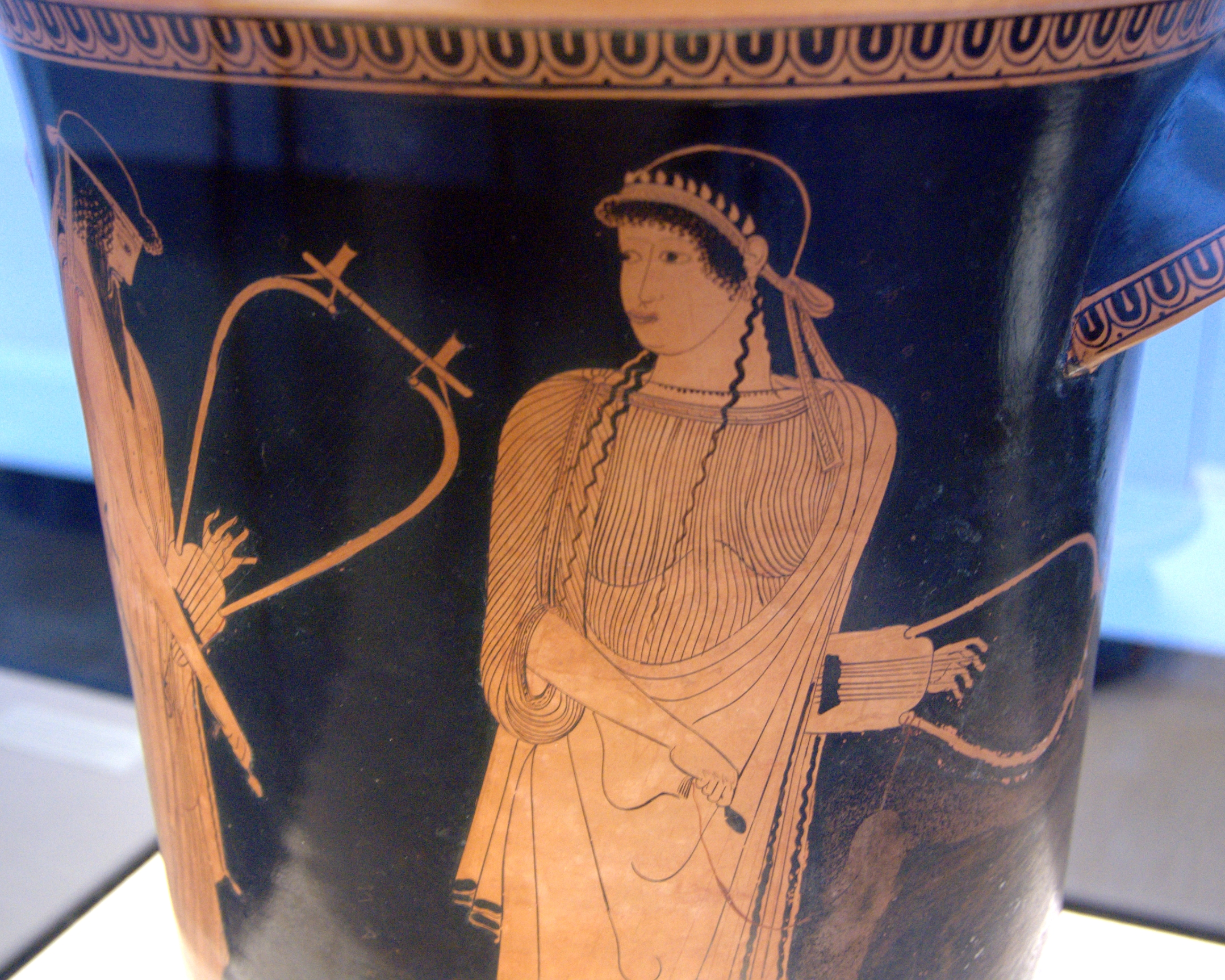
Sappho und am linken Rand Alkaios auf einem Kalathos um 470 v. Chr. Beide halten eine achtsaitige barbitos in den Händen

Die barbitos war eine Schalenleier aus der Ägäis, deren Blütezeit im 6. Jahrhundert v. Chr. lag und die von den Lyrikern Sappho, Alkaios und Anakreon zur Gesangsbegleitung eingesetzt wurde. Die barbitos kommt hauptsächlich auf den Vasenmalereien der archaischen Zeit des 7. und 6. Jahrhunderts v. Chr. vor. Im Unterschied zur lyra ist der Schildkrötenpanzer kleiner, dafür sind die Saiten länger und produzieren einen tieferen Ton. Sie enden an einer Querstange, die zwei lange, dünne und elegant nach innen gebogene Arme miteinander verbindet. Der Resonanzkasten war flach mit einer runden Oberseite und Einbuchtungen an den Ecken. Den zahlreichen Abbildungen zufolge besaß das Instrument um 500 v. Chr. die größte Bedeutung; nach dem 5. Jahrhundert war das Instrument völlig verschwunden, lyra und kithara blieben jedoch weiterhin beliebt. Während die lyra eine gebildete städtische Schicht und die kithara die klassische Musikkultur repräsentierte, war die barbitos das Begleitinstrument für leichte Unterhaltung und Tänze. Dieselbe Beschreibung passt auf das Instrument des thrakischen Sängers Thamyris, der für seinen anmaßenden Versuch, die Musen zu einem Gesangswettbewerb herauszufordern, geblendet wurde und mit zerbrochener Leier dargestellt wird.

### Altes Ägypten

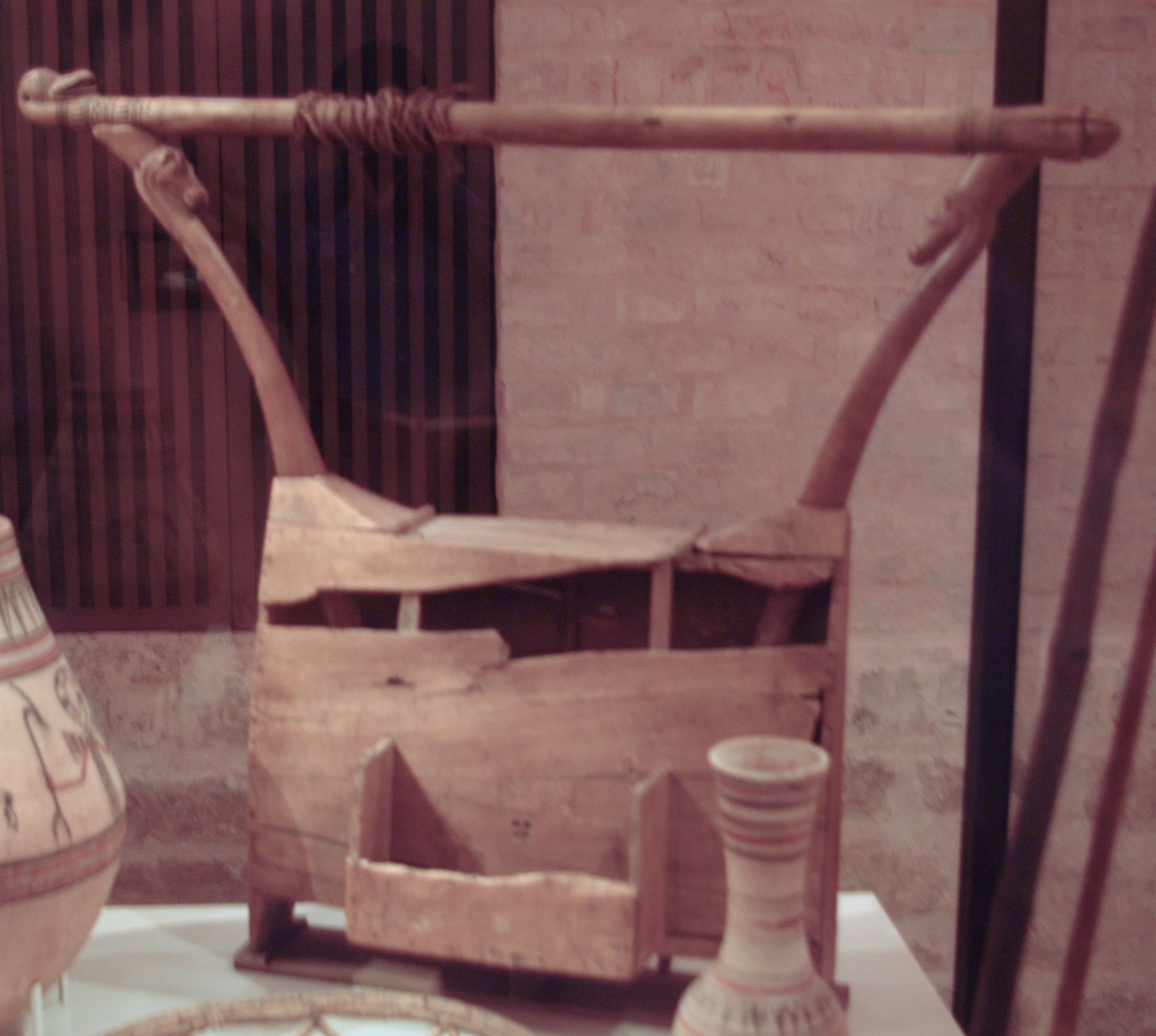
Ägyptische Kastenleier der 18. Dynastie, 1340–1290 v. Chr. Neues Museum in Berlin

Die frühesten Kastenleiern im Alten Ägypten stammen aus dem 20. Jahrhundert v. Chr., zur Zeit des Mittleren Reiches, abgebildet in Felsengräbern von Beni Hasan. Die Saiten verlaufen außerhalb der Mitte, was auf einen Zeichenfehler zurückgeführt werden kann. Ihre größte Verbreitung erfahren die ägyptischen Leiern, deren Ursprung in Mesopotamien liegt, zwischen dem 16. und 11. Jahrhundert v. Chr. im Neuen Reich. Sie könnten von Nomaden aus Palästina (Hyksos?) eingeführt worden sein, da sie wie die dortigen Bewohner als ʿamu bezeichnet wurden. Die meisten abgebildeten Leiern werden mit einer 45-Grad-Neigung vor dem Oberkörper gehalten, horizontale und vertikale Spielpositionen kommen seltener vor.
Im Alten Ägypten waren die Sänger mehr geschätzt als die Instrumentalisten, und bei der kultischen Musik stand der Gesang im Mittelpunkt. Nur die Flöten, weil sie wie die Stimme unmittelbar vom lebendigen menschlichen Atem angeregt werden, besaßen eine ähnliche Bedeutung. Die namentlich bekannten Harfner waren wohl in erster Linie Sänger, die sich auf der Harfe begleiteten. Als einzige Leierspielerin ist eine „Tasa“ aus der 25. Dynastie überliefert. Neben ihrer Mumie wurde eine Leier gefunden, sie dürfte dennoch mehr als Sängerin und Tänzerin gewirkt haben. Die Musikinstrumente produzierten vermutlich wenig mehr als einen, im Fall von Blasinstrumenten lang gehaltenen oder bei Saiteninstrumenten mehrstimmig gezupften Bordunton zur Gesangsbegleitung. An die mesopotamische Herkunft der ägyptischen Leiern gab es offensichtlich sogar noch in der Ptolemäerzeit (4.–1. Jahrhundert v. Chr.) eine lebendige Erinnerung, die sich in Stierkopfdekorationen an mehreren Leiertypen ausdrückte.
Besondere Formen der ägyptischen Leiern sind die tiefe Kastenleier, deren Resonanzkörper aus einem Bretterrahmen mit einer gewölbten Vorder- und Rückseite besteht. Die Jocharme waren schräg durch den Kasten gesteckt und endeten als geschnitzte Pferde- oder Entenköpfe, manche als Lotosblumen. In der Vorderseite befand sich ein rundes Schallloch. Zur Zeit Echnatons gab es um 1350 v. Chr. übermannshohe Riesenleiern mit Tierköpfen an den Jocharmen, wie sie auf Steinreliefs und in Amarna auf Wandgemälden zu sehen sind. Nach der Kleidung zu urteilen, kamen die sie spielenden Musiker aus der Levante. Die ägyptischen Riesenleiern haben im Unterschied zu den sonstigen Leiern keine mesopotamischen Vorbilder.

## Leiern in Zentral- und Westeuropa

### Europäische Leiern bis zum Mittelalter
Im Hellenismus breiteten sich Rundbodenleiern über den Mittelmeerraum bis nach Südarabien aus. Im gesamten Gebiet des Römischen Reiches sind auf Mosaiken in mythologischen Szenen Leiern abgebildet, die nach dem lateinischen Wort für „Schildkröte“ testudo genannt wurden. Aus der Römischen Kaiserzeit sind mehrere Leierabbildungen bekannt. Ein bedeutender Fund gelang 1951 dem Oberösterreichischen Landesmuseum, als bei der Ausgrabung eines spätrömischen Friedhofs in Enns eine große Reliefplatte mit dem sogenannten „Ennser Orpheus“ zum Vorschein kam. Die gut erhaltene Darstellung zeigt den singenden Orpheus, wie er am Boden kniet und mit beiden Händen eine fünfsaitige Schalenleier spielt. Nach der Haltung des Plektrums in der rechten Hand zu urteilen, dämpfte dieser Orpheus mit den gestreckten Fingern der linken Hand alle Saiten, die nicht erklingen sollten.
Einen Hinweis auf vorrömische Leiern nördlich der Alpen liefert der älteste Steg eines Saiteninstruments in Europa, der bei den 2003 begonnenen Ausgrabungen der High Pasture Cave (gälisch Uamh an Ard Achadh) genannten Höhle auf der schottischen Insel Skye gefunden und 2010 näher untersucht wurde. Der Steg wird in die Hallstattzeit (Frühe Eisenzeit) datiert, als um die Mitte des 1. Jahrtausends v. Chr. die meisten Aktivitäten in der Höhle stattfanden. Aus der Hallstattzeit in Nordwesteuropa waren bislang Hörner und Trompeten, aber keine Leiern oder andere Saiteninstrumente bekannt. Mit großem zeitlichen Abstand folgen auf den Britischen Inseln einige bearbeitete Knochen- und Geweihteile aus einem eisenzeitlichen Fundort im Norden von Wales und im Westen von Schottland, die als Verstärkungsplättchen auf eher einfachen Leiern angebracht gewesen sein könnten und in das 2. Jahrhundert n. Chr. datiert werden. Andere spekulative Hinweise auf die Existenz von Leiern in der späteren bronzezeitlichen Urnenfelderkultur (um 1300 – um 700 v. Chr.) und nachfolgenden Kulturen in Zentraleuropa veröffentlichte als erster Vincent Megaw in den 1960er Jahren. Die bedeutendste vorrömische, als Leier identifizierte Darstellung findet sich in einer Musikszene auf einer hallstattzeitlichen Situla (reliefiertes Bronzegefäß) aus dem historischen Monumentalfriedhof Certosa di Bologna in Oberitalien, die in das 5. Jahrhundert v. Chr. datiert wird.
Um die Mitte des 1. Jahrtausends verschwanden die Leiern kurz, bis in Mitteleuropa ein neuer Leiertyp auftauchte. Leierfragmente mit einer ähnlich den römischen Leiern schmalen Form aus dem 6. bis 9. Jahrhundert wurden in England, Deutschland und Schweden gefunden. Der Dichter Venantius Fortunatus (* um 540; † 600–610) erwähnt eine crotta Britanna. Ebenfalls als Leier lässt sich eine Steinabbildung um 500 von Lärbro auf der schwedischen Insel Gotland interpretieren.
In Süddeutschland enthielt ein alamannisches Adelsgrab mehrere langrechteckige Leiern, deren Korpus einschließlich der Jocharme aus einem Stück Holz gefertigt war. Die Trossinger Leier ist ein komplett erhaltenes Exemplar aus diesem Gräberfund bei Trossingen, das auf etwa 580 n. Chr. datiert wird. Der Leierfund aus dem nahegelegenen Oberflacht stammt aus dem 6. oder 7. Jahrhundert. Im Grab des „Fränkischen Sängers“, eines unbekannten, mit kostbaren Gewändern unter der Kirche St. Severin in Köln begrabenen Adligen, fand man eine Leier aus dem 8. Jahrhundert, die im Zweiten Weltkrieg verlorenging. Die Leier von Oberflacht war mit 52 Zentimetern relativ klein, die Kölner Leier maß etwa 73 Zentimeter.
Mehrere frühmittelalterliche Rundbodenleiern sind von den Britischen Inseln bekannt, unter anderem eine aus einem Schiffsgrab des 7. Jahrhunderts bei Sutton Hoo in der Grafschaft Suffolk. Im englischen Marktort Masham in der Grafschaft North Yorkshire stellte sich nach eingehender Analyse das stark erodierte Relief an einer angelsächsischen Steinsäule vom Anfang des 9. Jahrhunderts als ein Porträt König Davids als Psalmist mit drei Begleitfiguren dar. David-Abbildungen gab es in der frühmittelalterlichen englischen Skulptur häufiger, diese Szene ist jedoch einzigartig und ein Beweis für das gleichzeitige Vorkommen von Leiern und Harfen. König David erscheint mit seiner Leier links oben, etwas tiefer auf der rechten Seite wird ein Harfenspieler rekonstruiert. Links unten befand sich ein Schreiber an einem Stehpult und rechts unten vermutlich ein Tänzer. Die Leier von Masham war etwa 65 bis 70 Zentimeter lang und besaß das für die damalige Zeit übliche Format.
Noch im 12. Jahrhundert ähnelten manche Abbildungen dem Instrument König Davids, dessen Attribut in der christlichen Kunst die Leier blieb. Die 24 Greise der Apokalypse (nach der Offenbarung 4.4) symbolisieren die 24 Buchstaben des griechischen Alphabets. Sie tragen Saiteninstrumente, darunter die Leier, als Zeichen des Gotteslobs mit sich.

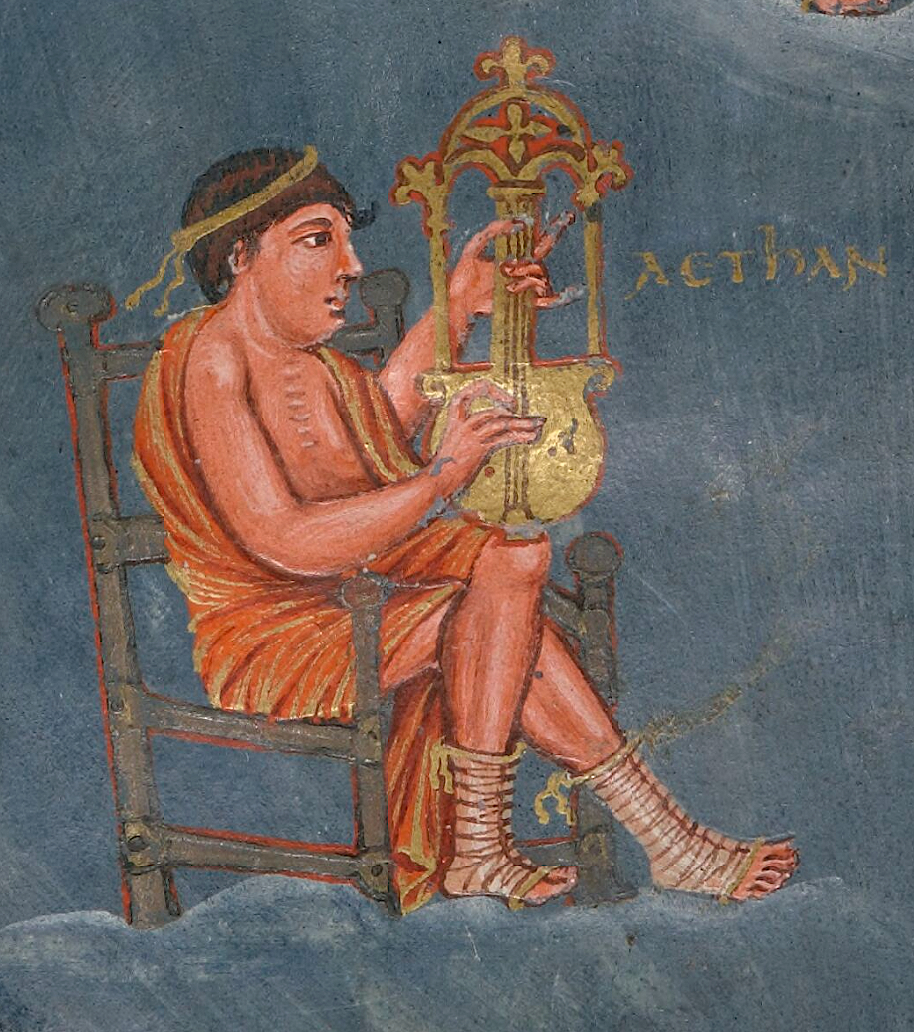
Rotta, eine Leier mit Griffbrett. Abbildung in der Vivian-Bibel. Im 9. Jahrhundert wurde dieser Leiertyp noch gezupft, ab dem 11. Jahrhundert gestrichen.

Leiern werden in der altenglischen Dichtung Beowulf aus dem 8. Jahrhundert und in der nordischen Mythensammlung Lieder-Edda erwähnt. Die Bezeichnung hearpan des Beowulf taucht beim Dichter Otfrid von Weißenburg (um 790–875) erstmals als harpha in der deutschen Literatur auf. Unklar ist, ob damit Harfen, Leiern oder allgemein Saiteninstrumente gemeint waren. In Deutschland hieß die Rundbodenleier im 9. Jahrhundert cythara teutonica. In einer 1768 verlorengegangenen Schrift aus dem 12. Jahrhundert wird die Abbildung einer dreieckigen Rahmenharfe mit zwölf Saiten cythara anglica genannt. Das Wort kann also mit „Englische Harfe“ übersetzt werden. Cythara teutonica und cythara anglica stehen für Leier und Harfe auch noch in der dreibändigen Geschichte der Kirchenmusik von Martin Gerbert De cantu et musica sacra, a prima ecclesiae aetate usque at praesens tempus aus dem Jahr 1774. Im zweiten Band sind Abbildungen von Musikinstrumenten enthalten, die Kopien des genannten Manuskripts aus dem 12. Jahrhundert darstellen. Dass im 12. Jahrhundert neben Leiern auch Harfen bekannt waren, geht auch aus einer Buchmalerei hervor, die im Hortus Deliciarum, einer zwischen 1176 und 1196 verfassten Religionsenzyklopädie, enthalten ist. Das Original verbrannte 1870, es existieren jedoch diverse Abschriften. In einer Abbildung ist eine Harfe spielende Frau zu sehen, auf deren Instrument am Hals der Name cithara geschrieben steht. Mit cithara wurden offensichtlich zwei in der Bauart verschiedene Instrumente bezeichnet, die Namenszusätze dienten mit einer gewissen Wahrscheinlichkeit allein der Unterscheidung und haben nichts mit ihrer geographischen Verbreitung zu tun.
Die frühmittelalterlichen Spielleute begleiteten sich auf einer psalterium genannten Leier, die dreieckig, quadratisch oder trapezförmig sein konnte. Später wurde aus dem Psalterium ein mit Schlägeln gespieltes Hackbrett.
Eine Übergangsstufe von den Joch- zu den Halslauten sind die Streichleiern mit Griffbrett, die nördlich der Alpen rotta und crwth genannt wurden. Der Ursprung der Wörter ist unklar, sie gehen auf die crotta Britanna des Venantius Fortunatus zurück. Vermutlich wurden zunächst unterschiedliche Saiteninstrumente so bezeichnet. Die Griffbrettleiern besitzen unter den in der Mitte des Jochs verlaufenden Saiten ein Griffbrett, auf das zumindest einige der Saiten niedergedrückt werden können. Die früheste Abbildung einer solchen Leier in Europa, die noch gezupft wurde, findet sich Mitte des 9. Jahrhunderts in der Vivian-Bibel im Besitz Karls des Kahlen. Mit der Einführung des Streichbogens in Europa um das 11. Jahrhundert begann man, auch die crwth zu streichen.
Einer von mehreren Verbreitungstheorien zufolge war eine Variante der walisischen crwth ohne Griffbrett das Vorbild für die Gruppe der skandinavischen Streichleiern, die gesichert durch eine im zweiten Viertel des 14. Jahrhunderts angefertigte Steinskulptur in der Kathedrale von Trondheim in Norwegen nachgewiesen sind, aber möglicherweise bereits um das 12. Jahrhundert bekannt waren. Sie besitzen einen länglichen Korpus mit einer durch die Jochkonstruktion gebildeten, relativ kleinen Öffnung an einer Seite. Durch diese Öffnung verkürzt der Musiker eine oder zwei der maximal vier Saiten von unten mit den Fingern der linken Hand, während er mit der rechten Hand den Bogen meist über alle Saiten zugleich streicht. Durch Forschungen Anfang des 20. Jahrhunderts ist besonders die traditionell von den Estlandschweden gespielte talharpa bekannt geworden (zur mutmaßlichen Herkunft des Instrumententyps siehe dort), eine finnische Variante ist die jouhikko. Beide Streichleiern werden heute wieder gelegentlich in der Volksmusik gespielt, während die zweisaitige gestrichene Kastenleier gue der Shetland-Inseln im 19. Jahrhundert verschwand.

### Moderne Leierformen
Mit der Entwicklung neuer, meist asymmetrischer Formen führten ab 1926 der Musikpädagoge Edmund Pracht (1898–1974) und der Instrumentenbauer Lothar Gärtner (1902–1979), beide Schüler von Rudolf Steiner, Leiern in die anthroposophische Heilpädagogik und Schulpädagogik ein. Die Werkstatt war zunächst in Dornach und später in Konstanz. Die freien Gestaltungsmöglichkeiten der Instrumentengattung erlauben den Bau von Leiern getreu dem anthroposophischen Formenkanon in einer großen Variationsbreite. Die antike griechische Tradition bildete anfangs die Grundlage für die mystische Verklärung der Leier, die von Pracht und Gärtner als „Ur-Instrument“ betrachtet wurde. Die neuen Formen haben jedoch nichts mit den antiken Leiern zu tun. Ende der 1950er Jahre begannen sozialtherapeutische Einrichtungen nach den Mustern des Instrumentenbauers Norbert Visser in ihren Werkstätten „Choroi“-Instrumente, darunter auch unterschiedliche Leiern, herzustellen, zu spielen und zu vermarkten.

## Heutige Leiern in Afrika und Arabien

### Ägypten
Mehrere afrikanische Saiteninstrumente lassen sich auf altägyptische Vorfahren zurückführen. Die ältesten ägyptischen Bogenharfen haben eine äußere Ähnlichkeit mit den heutigen ostafrikanischen Harfen wie der ugandischen ennanga. Die im 16. Jahrhundert v. Chr. hinzugekommene Winkelharfe blieb der Form nach einzig in der mauretanischen ardin erhalten. Antike Leiern fanden bereits in den ersten Jahrhunderten nach der Zeitenwende ihren Weg den Nil aufwärts nach Nubien und weiter nach Ostafrika, blieben aber in der klassischen arabischen Musik praktisch ohne Bedeutung. Der Name des biblischen kinnor wurde in frühislamischer Zeit zu arabisch al-kinnāra oder kinnīra abgewandelt, aber nur selten wurde die von der kithara stammende arabische Umschrift qītāra für eine rechteckige Leier erwähnt. Leiern waren den alten Arabern wenig vertraut. Bis ins 10. Jahrhundert ist eine Leier namens miʿzaf belegt. Noch im 11. Jahrhundert, zur Zeit der Fatimiden-Dynastie, gab es in Ägypten Leiern, später lassen sich ihre Namen nicht mehr von denen der Lauteninstrumente und Trommeln unterscheiden. Kinnāra konnte danach eine Leier, eine Trommel (ṭabl) oder eine quadratische Rahmentrommel (daff) bedeuten.
Die letzten namentlich bekannten Berufsmusiker beim altägyptischen Tempelkult waren der Zimbel-Spieler ʿAnch-hep und der Harfner Horudja im 1. Jahrhundert n. Chr. Zu dieser Zeit war das Land schon längst in den politischen und kulturellen Einflussbereich von Persern, Griechen und Römern geraten. Lange nach der älteren mesopotamisch-syrischen Kastenleier scheint die runde Schalenleier in Ägypten erst in hellenistischer Zeit, also vermutlich aus der Ägäis eingeführt worden zu sein. Diese beiden Leiertypen sind heute in Ostafrika, der Arabischen Halbinsel von Sinai bis in den Jemen und im Norden von Israel über Syrien bis in den Irak nachgewiesen, wenngleich sie nur in Teilen des Gebiets und in der Volksmusik regelmäßig gespielt werden.

### Nubien

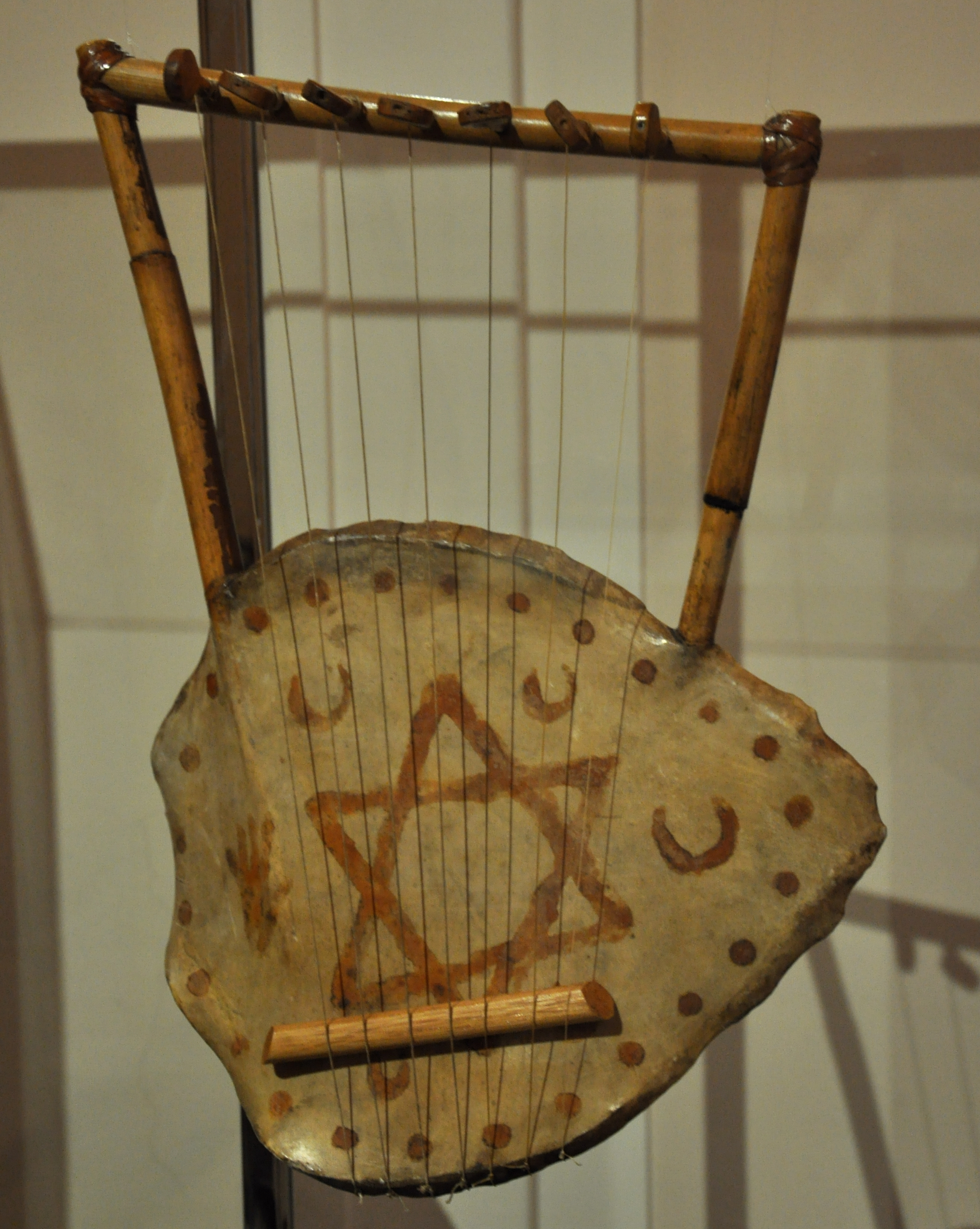
Kisir. Schalenleier aus einem Schildkrötenpanzer mit Stimmwirbeln. Henna-Bemalung mit Fatimahand. Äthiopien, 19. Jahrhundert

Frühe Felszeichnungen von Leiern in Nubien lassen der meroitischen Hochkultur am Nil eine Vermittlerrolle bei der Ausbreitung der Leiern nach Süden zukommen. Im Norden des Sudan ist die fünfsaitige Schalenleier mit dem nubischen Namen kisir (auch kissar, kisser) das beliebteste Musikinstrument. Sie ist namensverwandt mit der griechischen kithara (aber nicht mit dem semitischen kinnor), was als Hinweis gewertet wird, dass die Leier von den ab 332 v. Chr. über Ägypten herrschenden Ptolemäern oder in wenig späterer Zeit nach Nubien gebracht worden sein dürfte. Eine der ersten Beschreibungen einer Leier aus der Gegend um Dongola gab 1776 der Forschungsreisende Carsten Niebuhr. Die nubischen (und äthiopischen) Leiern werden wie die antiken Leiern aus der Ägäis gespielt, indem das Plektrum über alle Saiten streicht und die unerwünschten Saiten mit den Fingern abgedeckt werden.
Der Korpus wird aus dem Holz der Nilakazie (Acacia nilotica) geschnitzt und mit Kamel- oder Kuhhaut bespannt. Die Haut wird nass um die gesamte Holzschale herumgelegt, sie zieht sich beim Trocknen zusammen und wird fest. Früher entsprach der Korpus der üblichen hölzernen Essschale (koos), ersatzweise können heute Blechschüsseln, Stahlhelme oder große Kalebassen verwendet werden. Die fünf Drahtsaiten (siliki) werden am unteren Ende an einem Eisenring befestigt und verlaufen bis zur Querstange, die mit den Jocharmen aus Astholz ein einfaches Trapez bildet. Die Saitenbefestigung an der Stange geschieht traditionell durch verknotete Stoffstreifen an der Querstange, bei den städtischen Instrumenten in Khartum werden auch drehbare Wirbel eingebaut. Am unteren Ende dient ein „Esel“ (kac) genanntes Rundholz als „Saitenträger“, das heißt als Steg.
Auf Arabisch heißt die Schalenleier im Sudan tanbūra (tumbūra, auch rababa). Eine tanbūra genannte, etwas größere Version mit sechs Saiten steht im Zentrum eines Zar-Kults. In diesem, in Ägypten, Sudan, Äthiopien und der Arabischen Halbinsel verbreiteten Besessenheitskult stellt die tanbūra das einzige melodieführende Instrument in der Ritualmusik dar. Der besitzergreifende Geist wird durch Lieder hervorgerufen und besänftigt. Die tanbūra besitzt zwei kreisrunde Löcher in der Felldecke, die als Augen interpretiert werden, durch die der Geist in die Welt der Menschen blickt. Die tanbūra wird mit farbigen Tüchern geschmückt und mit Kaurischnecken und Amulettbeuteln behängt. Als Verkörperung des Geistes wird ihr Essen als Opfergabe angeboten. Dem Instrument kommt eine vergleichbare magische Bedeutung zu wie der bei Besessenheitszeremonien im Maghreb gespielten Zupflaute gimbri und der Spießgeige goge bei den Hausa. Durch schwarzafrikanische Sklaven gelangte die „Augen“-tanbūra unter anderem bis an den Schatt al-Arab im Süden des Irak, wo das Instrument ebenfalls bei volksislamischen Krankheitszeremonien eingesetzt wird.

### Rotes Meer, Persischer Golf
Auf der ägyptischen Sinai-Halbinsel spielen halbnomadische Beduinen die fünfsaitige trapezförmige Kastenleier simsimiyya (auch semsemiya) mit einem Plektrum. Am breiten Querjoch werden die Drahtsaiten mit modernen metallenen Wirbeln gestimmt. Weitere Begleitinstrumente der Geschichten erzählenden Musikgruppen sind die einsaitige Fiedel rababa, die arabische Laute ʿūd und die Längsflöte nay. Für den Rhythmus sorgen Rahmentrommeln, Blechtöpfe und Benzinkanister. In einigen Hafenstädten am Sues-Kanal entstand Mitte des 19. Jahrhunderts eine bis heute beliebte tanzbare Unterhaltungsmusik mit der simsimiyya als Melodieinstrument. Diese Leier begleitete bis ins 20. Jahrhundert auch poetische Sänger in Aden am südlichen Ende des Roten Meeres.
In den arabischen Ländern am Persischen Golf wird die tanbūra gespielt, die im Wesentlichen der gleichnamigen nubischen Leier entspricht. Außer dem Südirak gibt es die tanbūra (tambūra) und die dazugehörenden Heilungszeremonien noch in Kuwait, Bahrain, Katar und Oman. Teilnehmer an den Veranstaltungen sind Araber, die ihre Wurzeln auf Afrika zurückführen. Die tanbūra der Golfregion hat sechs Darmsaiten, die mit Stoffstreifen an der Querstange eines dreieckigen Gestells befestigt sind. Als Plektrum dient ein Kuhhorn. Während des Rituals tritt der tanbūra-Spieler zusammen mit einem Tänzer auf, der breite Gürtel (mangur, manjūr) um die Hüften gebunden hat, an denen eine Vielzahl Ziegenhufe befestigt sind. Der Stoff- oder Ledergürtel produziert während des Tanzes rhythmische Klappergeräusche; hinzukommen drei oder mehr einfellige Zylindertrommeln. Das Zusammenspiel von Saiteninstrument und Klappern im Zar-Besessenheitsritual entspricht der Kombination von gimbri und der Gefäßklapper qarqaba im Maghreb.

### Äthiopien

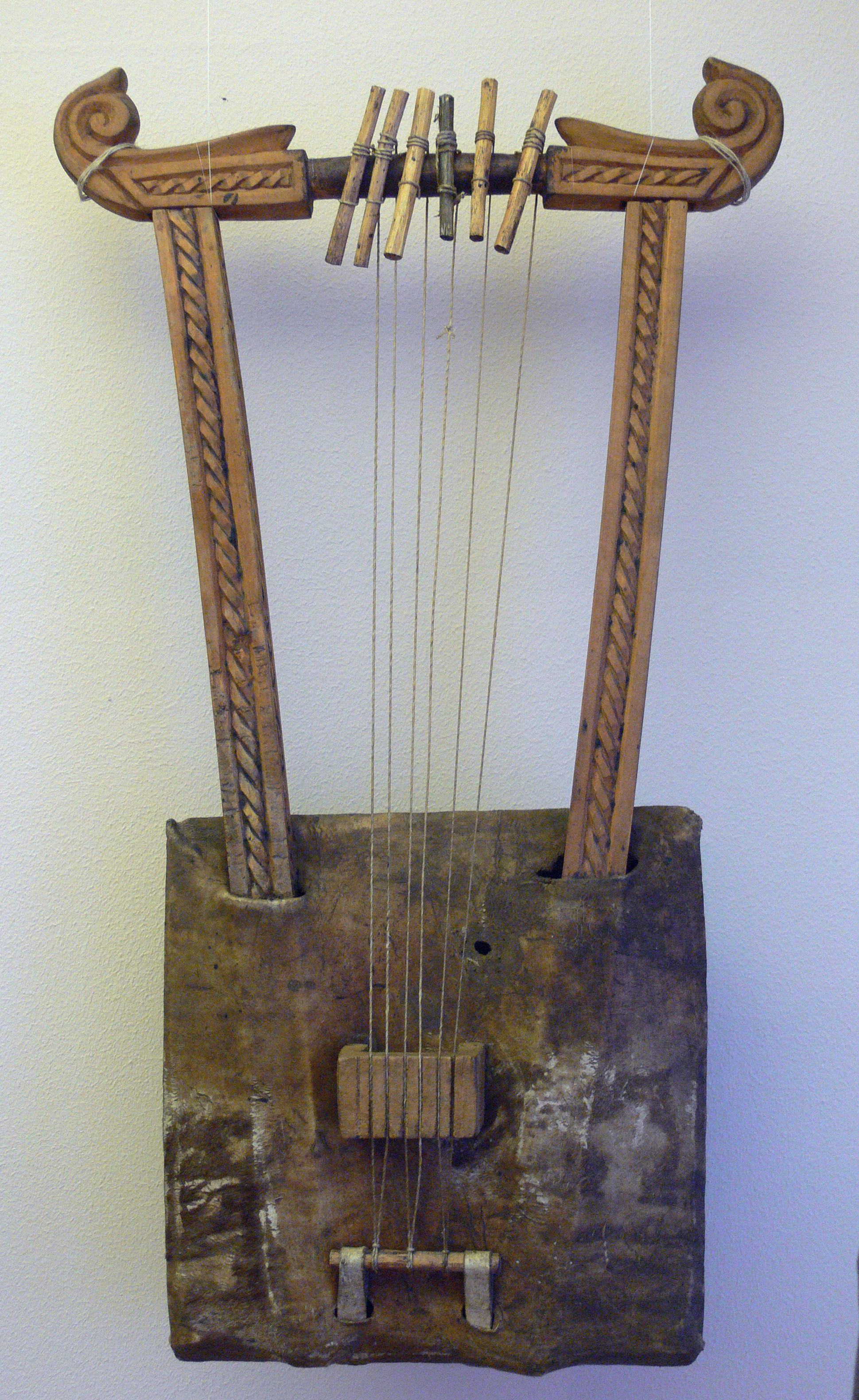
Äthiopische Kastenleier krar mit Stimmstäben

Leiern mit einem aus Holzbrettern zusammengefügten Korpus kommen außerhalb Äthiopiens fast nur in Arabien vor. Zwischen dem 1. und 4. Jahrhundert verbreiteten sich Leiern vom meroitischen Nubien ins Königreich von Aksum. Seit dieser Zeit sind in Äthiopien die kleinere Kastenleier krar und die größere beganna bekannt. Die nur in der religiösen Musik der Äthiopisch-Orthodoxen Kirche gespielte beganna ist in Manuskripten seit dem 15. Jahrhundert namentlich belegt. Nach der Überlieferung soll der mythische Herrscher Menelik I. die Leier von seinem Vater, dem biblischen König Salomon erhalten haben.
Die krar, namensverwandt mit kisir und kithara, ist das weltliche Gegenstück der beganna in Äthiopien. Ihr Korpus besteht entweder aus einem trapezförmigen Holzkasten oder aus einer Schalenform. Sie ist neben der einsaitigen Spießgeige masinko das Begleitinstrument von Balladensängern (azmaris) in Tej bets (Gaststätten, in denen der Honigwein Tej ausgeschenkt wird). Krar-Saiten werden nach der erwähnten antiken Methode durch Schlagen (engl. strumming) oder durch Zupfen der einzelnen Saiten mit dem Plektrum angeregt.
Außer von Amhara werden Leiern in Äthiopien unter anderem von Oromo, Afar, Somali, Kaffa und Hamar gespielt. Die südwestäthiopischen Hamar verwenden außer einer Längsflöte und einem dreisaitigen Musikbogen auch eine fünfsaitige Leier. Ihr Korpus besteht aus einem Schildkrötenpanzer, der mit der Haut vom Rind oder vom Warzenschwein bespannt wurde. Die dünnen Jocharme werden durch die Haut hindurch gesteckt und nicht weiter befestigt. Die Saiten bestehen aus gedrehten, an der Sonne getrockneten Rindersehnen. Wenn die Hautdecke getrocknet ist, brennt man vier Löcher hinein und steckt einige kleine Steine ins Innere. Die Saiten verlaufen über einen Steg, der aus einem runden Holzstab besteht. Die Schalenleiern der Dizi in Südwest-Äthiopien heißen mit abnehmender Größe gāz (groß), čoyngi (normal), kunčʿa (mittelgroß), kibʿä (kleiner) und bar (klein). Die größte Leier mit sechs Saiten durfte nur von Adligen bei Hochzeiten und Begräbnissen von Oberhäuptern gespielt werden und entsprach in ihrer sakralen Bedeutung der beganna. Die übrigen fünfsaitigen Leiern werden – für Äthiopien ungewöhnlich – nicht nur einzeln zur privaten Unterhaltung, sondern auch von mehreren Musikern in großen Leierorchestern eingesetzt.

### Ostafrika
Das Verbreitungsgebiet der Leiern in Ostafrika reicht im Westen bis zum Oberlauf des Uelle und in den Ituri-Distrikt im Nordosten der Demokratischen Republik Kongo, im Süden bis in die Region Buhaya und zur Insel Ukerewe im Nordwesten von Tansania. Von Nubien gelangte die Leier auf zwei möglichen Wegen nach Süden: Im 15./16. Jahrhundert wanderten die Luo aus dem Süden des Sudan den Weißen Nil aufwärts bis Uganda und Kenia und brachten wahrscheinlich auch Leiern mit. Zumindest für einige Instrumentenbezeichnungen stellte Gerhard Kubik eine sprachliche Verwandtschaft zwischen den dortigen und den äthiopischen Leiern fest. Er vermutet daher für manche einen äthiopischen Einfluss. Eine fünfsaitige, mit einem Plektrum gespielte Leier, deren Korpus aus einem der Länge nach halbierten und wannenförmig ausgehöhlten Stammstück besteht, heißt bei den Ingassana-Sprechern im Osten des Sudan an der äthiopischen Grenze jangar. Die Schilluk zupfen das baugleiche Instrument tom mit den Fingern. Ein Barde begleitet damit Preislieder auf den König (reth) und beschreibt die Taten des als Gott verehrten mythischen Gründers Nyikang.

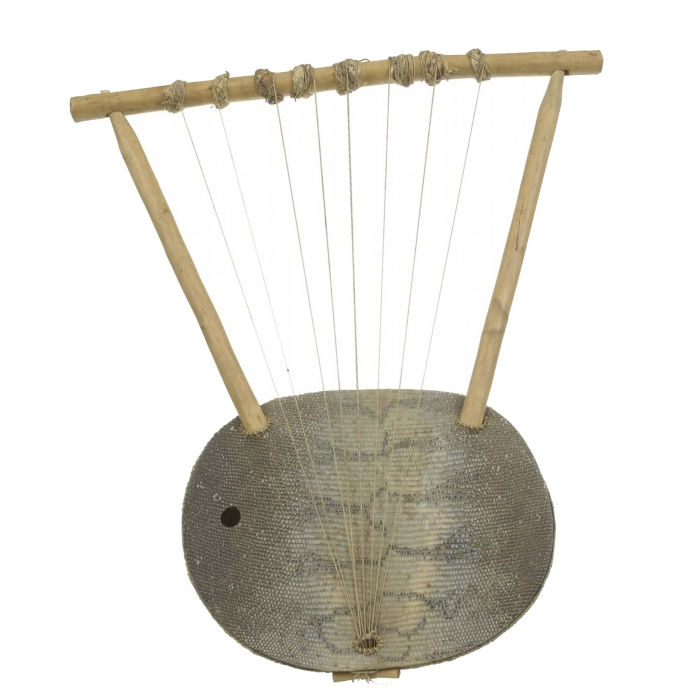
Achtsaitige Schalenleier endongo aus Uganda. Tropenmuseum, Amsterdam, vor 1955

Die Ausbreitung der Leiern in Uganda fand innerhalb weniger Generationen statt. Von den Bagwere im Osten des Landes übernahmen die Soga in der Region Busoga die Leier entongoli mit neun Saiten. Im Soga-Gebiet fand eine für Afrika typische Veränderung statt: Aus einer allgemeinen Abneigung gegen einen klaren Ton wurde auf den Steg verzichtet, so dass die unteren Bereiche der Saiten gegen die Decke aus schuppiger Waran-Haut streifen und ein schnarrendes Geräusch hinzufügen. Als Mitte des 19. Jahrhunderts Soga-Musiker am Hof des Kabaka von Buganda musizierten, entstand die Ganda-Leier endongo. John Hanning Speke berichtete 1862, dass am Hof von Mutesa I. eine Leier gespielt wurde. Er bezeichnete das Instrument fälschlich als „Harfe“ und gab ihm den Namen „tambira“ in Anlehnung an die sudanesische Leier.
Bei der entongoli und der endongo ist die Hautdecke mit einem viereckigen Hautlappen an der Unterseite zusammengebunden und fixiert. Die meisten anderen Leiern besitzen einen Spannring aus Hautstreifen oder Pflanzenfasern, an dem die Decke mit einer Zickzackschnur festgezurrt ist. Im Norden Ugandas fehlen Leiern. Dafür spielen die dort lebenden Alur, Acholi und Langi die sieben- bis neunsaitige Bogenharfe adungu
Von den Nandi im Westen Kenia ist ein kipokandet genanntes Saiteninstrument bekannt, das aus einer Astgabelung mit einer Querstange besteht, an der fünf Saiten gespannt sind. Die Konstruktion entspricht einer Leier, es fehlt jedoch der Resonanzkörper, was zu einer Klassifizierung als Rahmenzither oder als Vorform einer Leier führt. Als Ersatz für einen Resonanzkörper wurde die von Männern und ausnahmsweise auch von Frauen gespielte kipokandet früher auf eine am Boden liegende, gefaltete Tierhaut gestellt. Bei den Luhya im Westen Kenias wird die siebensaitige Leier litungu ausnahmsweise mit Holzpflöcken oder mit Nägeln am Schalenrand befestigt. Die Luo befestigen die Haut ihrer achtsaitigen, mit den Fingern beider Hände gespielten Leier nyatiti heute ebenfalls mit Drahtstiften.
Die nyatiti wird als glückbringendes und schadenabwendendes Instrument angesehen, sogar in nicht mehr spielbarem Zustand. Nyatiti-Musiker sollen über Beziehungen zu Ahnengeistern verfügen, Wahrsagerei und Heilkunst beherrschen. Große nyatiti werden nur von Männern gespielt, das Instrument gilt jedoch als weiblich, beim Spielen entsteht folglich eine Mann-Frau-Beziehung. Allgemein haben Leiern in Westkenia neben ihrer Unterhaltungsfunktion bei Hochzeiten noch eine magische Bedeutung. Vergleichbar damit werden Leiern (bangia, shangar) im Osten des Südsudan bei Heilungsritualen verwendet.

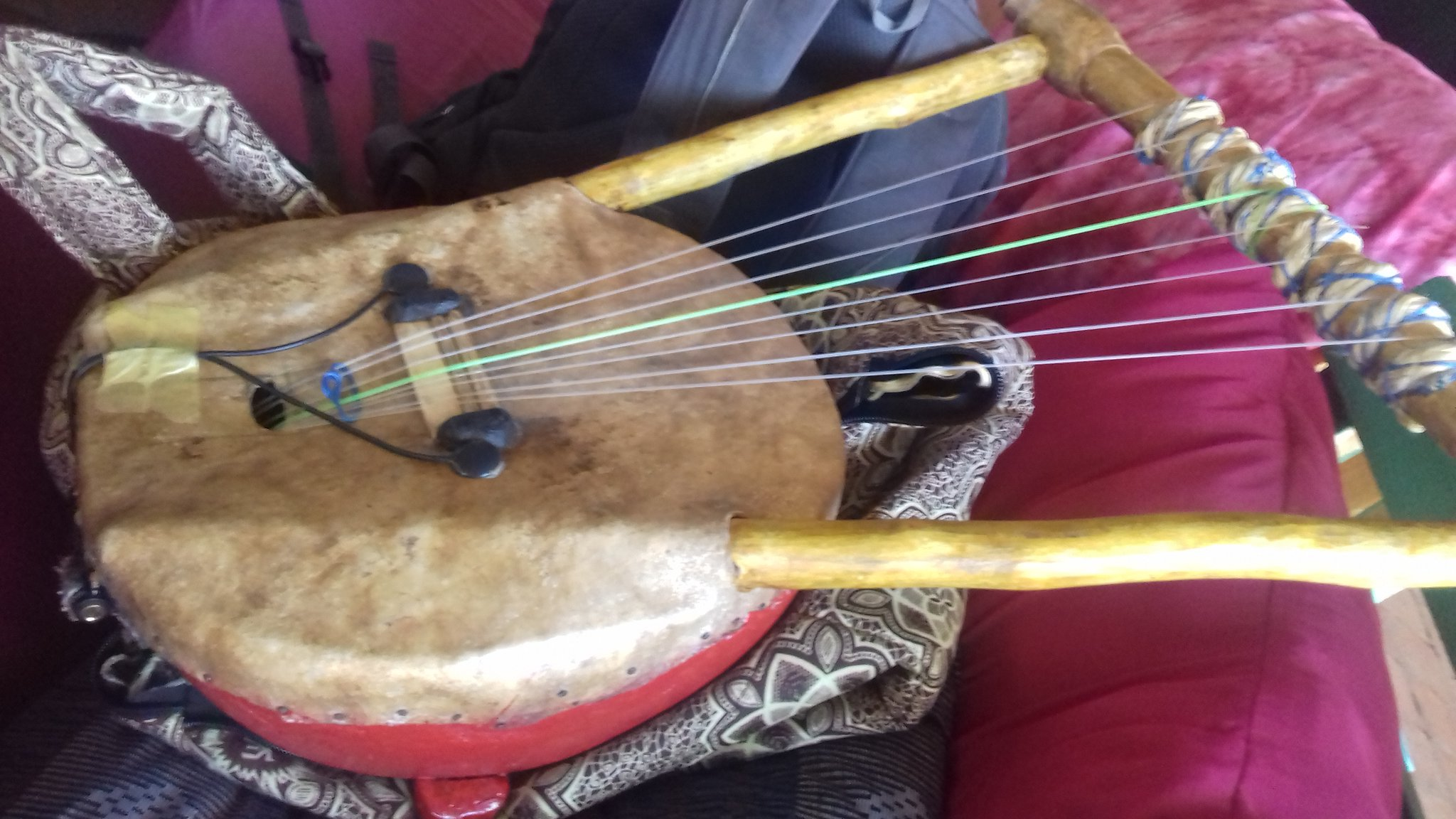
Achtsaitige nyatiti im Westen Kenias

Die Saiten bestehen bei älteren Leiern aus gedrehten Tiersehnen oder Därmen. Meist werden alle Saiten aus demselben Material gefertigt, nur die endogo besitzt drei hohe Saiten aus dünnem gedrehten Sisal, die anderen bestehen aus Rinder- oder Ziegensehnen, auch aus Schafhaut. In der Kolonialzeit brachten sportliche Engländer Tennisschläger mit, deren Bespannung heute an manchen kenianischen Leiern verwendet wird.
Die Spielposition der ugandischen und kenianischen Leiern unterscheidet sich von der antiken Tradition. Der sitzende Musiker hält die Leier mit beiden Händen schräg vor sich quer auf dem Schoß und zupft mit den Fingern der linken Hand die hohen und mit der rechten Hand die tiefen Saiten. Bei der endongo werden drei Saiten von links und fünf von rechts angezupft.
Die größte Ähnlichkeit zur antiken griechischen lyra zeigt die Schalenleier pagan (oder pkan) der Pokot in Nordwestkenia, die mit Saiten aus Muskelsehnen und – für Afrika eine Seltenheit – bis in die 1950er Jahre aus einem Schildkrötenpanzer hergestellt wurde. Seither wird für den Korpus eine Holzschale oder eine Blechdose verwendet. Die dünnen Jocharme stecken in Löchern, die wie seit zwei Jahrtausenden in die Hautdecke gebrannt werden.
Der Afrikaforscher Richard Francis Burton beschrieb 1859 Leiern im ostafrikanischen Seengebiet. Unter dem Namen kinanda erwähnte er drei unterschiedliche Saiteninstrumente, offensichtlich eine Kastenzither, einen Musikbogen und eine Schalenleier, letztere als den „primitiven Prototyp einer griechischen lyra“. Aus dem 19. Jahrhundert haben sich im Museum Schalenleiern erhalten, deren Korpus aus einem (vom Feind stammenden) Menschenschädel besteht, die mit Jocharmen aus Tierhörnern ausgestattet sind und als kinanda bezeichnet werden. Die Kultinstrumente sind mit Haaren, Straußenfedern, Kauris und ähnlichem behängt.